# Simon Leviev
Simon Leviev (Benee Brak, 27 september 1990) is een Israëlische crimineel. Hij werd in 2015 in Finland veroordeeld voor oplichting en fraude en zat twee jaar in de gevangenis. In 2019 kreeg Leviev voor soortgelijke daden in Israël 15 maanden celstraf opgelegd, waarvan hij 5 maanden uitzat. Sinds begin 2022 wordt Leviev nog steeds gezocht door de autoriteiten in Noorwegen, Zweden en Verenigd Koninkrijk.
Leviev werd vooral bekend van zijn datingfraudeactiviteiten waarvoor hij de datingapp Tinder gebruikte, waardoor hij de bijnaam Tinder Swindler (Tinderzwendelaar) heeft gekregen. Naast romantische relaties met vrouwen misbruikte hij ook vriendschappen met zowel vrouwen als mannen om geld van hen los te krijgen. In totaal belopen zijn oplichtingsactiviteiten naar schatting $ 10 miljoen, waarvan het merendeel niet is achterhaald of terugbetaald. Waarschijnlijk is het geld opgegaan aan luxe.

## Jeugd
Leviev is geboren in Israël als Shimon Yehuda Hayut, hij groeide deels op in New York. De fraude begon op jonge leeftijd, als vrienden van zijn familie hem beschuldigen van misbruik van hun creditcard. 

## Oplichting

### Naamsverandering
In 2017 veranderde hij zijn naam in Simon Leviev. Hij gebruikte deze achternaam om te doen alsof hij familie is van diamanthandelaar Lev Avnerovich Leviev. Hij deed zich tussen 2015 en 2019 onder andere voor als de zoon van een vermogende diamanthandelaar. Via datingapp Tinder benaderde hij vrouwen. Hij imponeerde hen met luxe hotels en privéjets. Als de relatie met de vrouwen in een gevorderd stadium was vroeg hij hen om financiële hulp. De dure speeltjes waren vaak bekostigd met geld van vrouwen die hij eerder had opgelicht; feitelijk was het een soort Ponzifraude die afhankelijk was van het vinden van nieuwe slachtoffers. In 2022 kondigde de echte familie Leviev aan een rechtszaak aan te spannen tegen Simon Leviev vanwege misbruik van hun naam.

### Veroordeling 2015
Leviev werd in 2015 in Finland gearresteerd voor oplichting. Op het moment dat hij in Finland werd gearresteerd beweerde hij dat hij geboren was in 1978. Bij zijn arrestatie werden verschillende vervalste Israëlische documenten aangetroffen waaronder paspoorten, rijbewijzen, vliegbrevetten en creditcards. Na zijn gevangenisstraf in Finland is Leviev in verschillende Europese landen geweest, waaronder Duitsland. Hier was hij in contact met verschillende vrouwen onder de naam Michael Bilton.

### Veroordeling 2019
De eerste beschuldigingen van fraude in geboorteland Israël stammen uit 2011. Leviev zou chequeboekjes hebben gestolen van een gezin waar hij oppaste en van een klusjesman die bij hem thuis aan het werk was. Hij kwam niet opdagen in de rechtbank en vluchtte naar Europa met een vals paspoort onder de naam Mordechai Nisim Tapiro. Een jaar later werd Leviev opnieuw aangeklaagd door de Israëlische rechtbank, de beschuldigingen waren diefstal, vervalsing van cheques en het onbeheerd achterlaten van een kleuter waarop hij aan het passen was.
In juni 2019 is Leviev in de luchthaven van Griekenland opgepakt vanwege identiteitsfraude. De tip zou afkomstig zijn van een Nederlandse vrouw die hij ook zou hebben opgelicht. Hij werd uitgeleverd aan de autoriteiten in Israël. Op 30 december 2019 werd Leviev in Tel Aviv veroordeeld voor vier aanklachten van fraude en identiteitsdiefstal. Hij kreeg 15 maanden cel opgelegd, daarnaast moest hij een schadevergoeding betalen aan zijn slachtoffers van 150.000 ILS (circa € 40.720,53) en een boete van 20.000 ILS (circa € 5.431,91). Tijdens de zitting zei Leviev spijt te hebben van zijn daden en beloofde hij beterschap. In mei 2020 werd Leviev vrijgelaten, nadat hij 5 maanden van zijn gevangenisstraf erop heeft zitten. Een programma om het aantal gevangenen te verminderen vanwege kans op corona-infecties zou ten grondslag liggen aan zijn vrijlating.
Leviev wordt begin 2022 gezocht voor verschillende fraude- en vervalsingsdelicten door Noorwegen, Zweden en het Verenigd Koninkrijk.

## The Tinder Swindler
Op 16 februari 2019 publiceerde het Noorse dagblad Verdens Gang een groot artikel over de praktijken van Simon Leviev, met als titel The Tinder Swindler. Hierin kwamen twee slachtoffers uitgebreid aan het woord. Naar aanleiding van dit artikel verscheen op 2 februari 2022 op streamingdienst Netflix de documentaire The Tinder Swindler over de oplichtingspraktijken van Leviev. De documentaire vertelt het verhaal vanuit het oogpunt van de twee vrouwen uit het Noorse artikel en een derde Nederlandse vrouw, die op het moment van het lezen van het Noorse artikel nog een relatie heeft met Leviev.
Als gevolg van de Netflix-documentaire verwijderde datingapp Tinder verschillende accounts van Leviev met het doel om hem te bannen van de applicatie. Naar aanleiding van de documentaire gaf Leviev een interview met het Amerikaanse nieuwsprogramma Inside Edition van CBS waarin hij ontkende dat hij een oplichter is. Het interview werd in twee delen uitgezonden op 21 en 22 februari 2022.

## Nadien
De affaire en de documentaire heeft de aandacht gevestigd op oplichtingsslachtoffers en het feit dat hier vaak geen oog voor is. Uit schaamte doen ze vaak geen aangifte, en waar ze dat wel doen ontmoeten ze vaak onbegrip omdat ze het geld immers zelf hebben overgemaakt.  
Ook het Nederlandse slachtoffer viel dit onbegrip ten deel: toen ze aangifte probeerde te doen wilde pas het derde politiebureau meewerken, de eerste twee vonden het een ´civiele zaak´. De bank was aanvankelijk ook weinig genegen te helpen, ondanks het feit dat Leviev gebruik had gemaakt van een geldezel bij dezelfde bank. Men adviseerde haar dat ze haar huis en auto moest verkopen om haar schulden af te betalen. Zij en de meeste slachtoffers van Leviev zijn diep in de schulden gekomen, waardoor ze nog jarenlang aan betalingsverplichtingen vast zitten. 
De publiciteit en de documentaire leidden er echter toe dat banken hun eigen screening- en witwasbeleid onder de loep namen, met name de rol van geldezels hierin. Bij romantische fraude is systematische aanpak van de geldezel immers nog belangrijker omdat het slachtoffer vaak zodanig over de oren verliefd en beïnvloed is dat het de fraudeur verdedigt en eventueel zelfs liegt. Anderzijds is er ook meer begrip voor de positie van het slachtoffer. Het Nederlandse voormalige slachtoffer houdt zich, naast het terugbetalen van haar schulden, ook bezig met voorlichting aan onder andere banken. 
Het is mogelijk en zelfs zeer waarschijnlijk dat Leviev handlangers had die hem behulpzaam waren bij de oplichting. Zo was er sprake van een ´lijfwacht´ die hem moest ´beschermen tegen zijn vijanden´. Ook was er een man die zich voordeed als ´zakenpartner´, en was er een ex met zijn kind. Geen van hen is achterhaald of strafrechtelijk vervolgd. Ook maakte Leviev waarschijnlijk gebruik van geldezels. 
Leviev heeft zijn straf uitgezeten en is inmiddels weer op vrije voeten, hoewel er buiten Israël nog opsporingsbevelen tegen hem lopen. Voor de latere oplichting van vrouwen is hij nooit vervolgd of veroordeeld. Het geld is verdwenen en er is niets van terugbetaald.